# 22994 Workman
22994 Workman este un asteroid din centura principală de asteroizi.

## Descriere
22994 Workman este un asteroid din centura principală de asteroizi. A fost descoperit pe 4 noiembrie 1999 la Socorro, New Mexico, în cadrul proiectului LINEAR. Asteroidul prezintă o orbită caracterizată de o semiaxă mare de 2,92 ua, o excentricitate de 0,11 și o înclinație de 3,0° în raport cu ecliptica.